# Justin Bridou
 (juillet 2024).
Il peut être nécessaire de l'améliorer pour respecter le principe de neutralité de point de vue. Veuillez consulter la page de discussion pour plus de détails.

 (juillet 2024).
Causes possibles :
- Rédaction non-neutre car ne respectant pas la synthèse équilibrée attendue.
- Plan structurant la page comme une brochure promotionnelle ou une plaquette institutionnelle.
- Nombreuses informations sans réelle pertinence encyclopédique et pourtant montées en épingle. Ceci peut notamment se faire en recourant à des sources primaires ou non centrées, ou encore à un « cherry picking » des sources ; dans certains cas, cette utilisation des sources peut même donner lieu à une « synthèse inédite ».

Rappel : la pertinence des informations est à démontrer par des sources secondaires indépendantes et de qualité traitant le sujet.
Pour les articles homonymes, voir Bridou.
Justin Bridou est une marque commerciale du secteur agro-alimentaire industriel. Elle est apposée sur des salaisons, essentiellement des saucissons. 
Elle appartient à la société en nom collectif Aoste,, filiale de l'espagnol Campofrío Food Group, lui-même détenu par le groupe mexicain Sigma Alimentos.
L’histoire du nom de la marque revient à un jeu de mots. Le nom Bridou est une référence au saucisson traditionnel appelé “ bridés ”, c’est-à-dire lorsqu’ils sont faits de manière traditionnelle : serrés et entourés par une cordelette. Cependant, il y a deux hypothèses pour le prénom Justin, soit la description du saucisson vendu à l’unité dans les paquets donc “ juste un ”, soit une promesse pour les consommateurs qu’il n’y aura pas d'autres choix possibles donc “ juste un ” car les saucissons “Justin Bridou” seraient au-dessus de la concurrence d'après l'entreprise Justin Bridou. C’est pour cela que “ Juste un ” s’est transformé pour devenir le prénom “ Justin ”.

## Histoire
La marque est créée en 1978 par le groupe Aoste, lui-même détenu par la multinationale américaine Smithfield Foods. En mai 2013, c'est le groupe chinois WH Group qui rachète Aoste (et donc Justin Bridou, Cochonou ou encore Jean Caby) pour 7,1 milliards de dollars.
Jean Feppon, habitant de Rumilly, donne son image à la marque en 1978. Celui-ci meurt le 20 janvier 2017 à l'âge de 89 ans dans la même ville[source insuffisante]. Le personnage fictif est représenté par le stéréotype populaire français : moustache, chandail et béret.
En 1999 et 2000, la marque était un sponsor de l'émission télévisée Fort Boyard[réf. nécessaire], et elle devient la principale sponsor du Stade français Paris rugby en 2020.

### Historique de la marque[9]
- 1976 - Roger Reybier crée l'entreprise Aoste
- 1978 - Lancement de la marque Justin Bridou avec un saucisson sec traditionnel de 250g
- 1981 - Construction d'une usine Bridou à Maclas
- 1983 - Création et lancement du premier saucisson droit, le Bâton de Berger
- 1989 - Lancement de la saucisse sèche La Juste Sèche
- 1994 - Lancement du Bâton de Berger conditionné en tranches
- 1995 - Lancement du Bâton de Berger à Croquer
- 1998 - Lancement du Bâton de Berger à Picorer
- 2004 - Lancement du Bâton de Berger en stick

## Produits
La gamme de produits Justin Bridou comprend une variété de saucissons et autres charcuteries telles que les bâtonnets de saucisson, les saucissons secs, les jambons ... Cependant, la marque est reconnu principalement pour son "Bâton de Berger".
Anecdote : Jean Feppon, la personne qui représentait la marque, n’a jamais eu de moustache, elle a été ajoutée dans un but de représentation plus traditionnel.
De plus, dans le but de toucher une nouvelle part de la population, le calendrier de l'avent avec des saucissons Justin Bridou a été créé pour Noël 2023. En touchant les adultes comme les enfants, cela permet à la marque d’élargir sa cible marketing.

## Bâton de Berger
Bâton de Berger est une marque française de saucisson industriel, du groupe Aoste. Ce groupe commercialise sa marque de saucisson en axant ses campagnes publicitaires sur les images de savoir-faire et d'authenticité.
Cette marque est connue pour sa mascotte Justin Bridou et pour distribuer sa charcuterie sous des formats non conventionnels, tels des mini-saucissons en sachets.

## Marché et distribution
Les produits Justin Bridou sont distribués dans toute la France, disponibles dans les supermarchés, les magasins de proximité, ainsi que dans certains marchés spécialisés. Avec le temps, la marque a également étendu sa présence à l'international.

## Publicités et marketing
La marque a mené diverses campagnes publicitaires marquantes, souvent caractérisées par un ton humoristique et convivial, visant à promouvoir l'image traditionnelle mais moderne de la marque. Comme par exemple pour ces stratégies de communication : «Justin Bridou, le vrai goût du partage», qui remplace «des copains et du goût!» De plus, la marque a su s'adapter aux nouveaux médias, en utilisant les réseaux sociaux pour engager sa communauté.
Pour rester dans le thème convivial et festif de la démarche, nous pouvons voir que lors de la saison 2017-2018 de Top 14 les équipes de la marque étaient présentes auprès des supporters pour la finale et les demi-finales. Le but étant de promouvoir la marque tout en mettant la bonne ambiance en dehors du stade et en partageant des bons moments avec les supporters. Un dispositif de stand avec des activités pour les fans de rugby avait été mis en place, par exemple avec un simulateur de mêlée. De plus, une distribution de produit de la marque pour les supporters dans le stade avait été effectuée avec 6350 cadeaux offerts, 106 000 saucissons distribués et 630 apéro distribués lors des matchs.

## Engagements sociaux et environnementaux
Dans un effort pour répondre aux préoccupations environnementales et sociales, la marque a mis en place diverses initiatives pour réduire son empreinte écologique en préservant les ressources naturelles, comme l'amélioration de l'efficacité énergétique de ses usines et la réduction de l'impact de ses emballages[réf. nécessaire].
La marque s'engage également dans le soutien à des projets locaux ou des actions de solidarité. L’entreprise de la marque s’engage à favoriser la qualité des matières premières ainsi que de ces produits grâce à de nombreux contrôles, tests et vérifications. La marque s’engage aussi à être transparente en indiquant le nutri-score sur ses produits. De plus, elle s’engage à maîtriser la sécurité de ses produits

## Partenariats
Rugby
Partenariat de la marque avec des équipes de rugby professionnelles et amateurs notamment avec le Stade Français Paris et le LOU Rugby Lyon. Pendant 3 saisons, la marque s’est engagée avec ses deux équipes de Top 14. Concernant les équipes de rugby amateurs, le choix pour un partenariat de la marque est fait par vote des consommateurs lors d’un concours d’équipes différentes sélectionnées par vote. Cela fait 6 saisons que la marque sponsorise différentes équipes amateurs.
Banques Alimentaire
La marque s’associe aux Banques Alimentaires depuis 2 ans, principalement pendant la période des fêtes de fin d’années, dans le but de favoriser la solidarité. Le site web propose aussi aux consommateurs de participer ou de faire un don pour aider et se renseigner sur les Banques Alimentaires. Leur slogan “Justin Bridou, le vrai goût du partage” prend donc tout son sens.
E-sport
La marque devient partenaire de Solary  en 2020. La marque accompagne les équipes d'e-sport liées aux jeux de course, ce qui va donc concerner les équipes professionnelles de Rocket League qui font partie du RLCS mais aussi Carl Jr qui est champion du monde du jeu Nadeo Trackmania. Philippe Duriez annonce que devenir partenaires avec le e-sport permettra à la marque d’entrer sur un nouveau territoire de communication ainsi que de pouvoir contribuer au développement du e-sport.